# Gran incendio de Nueva Orleans (1794)

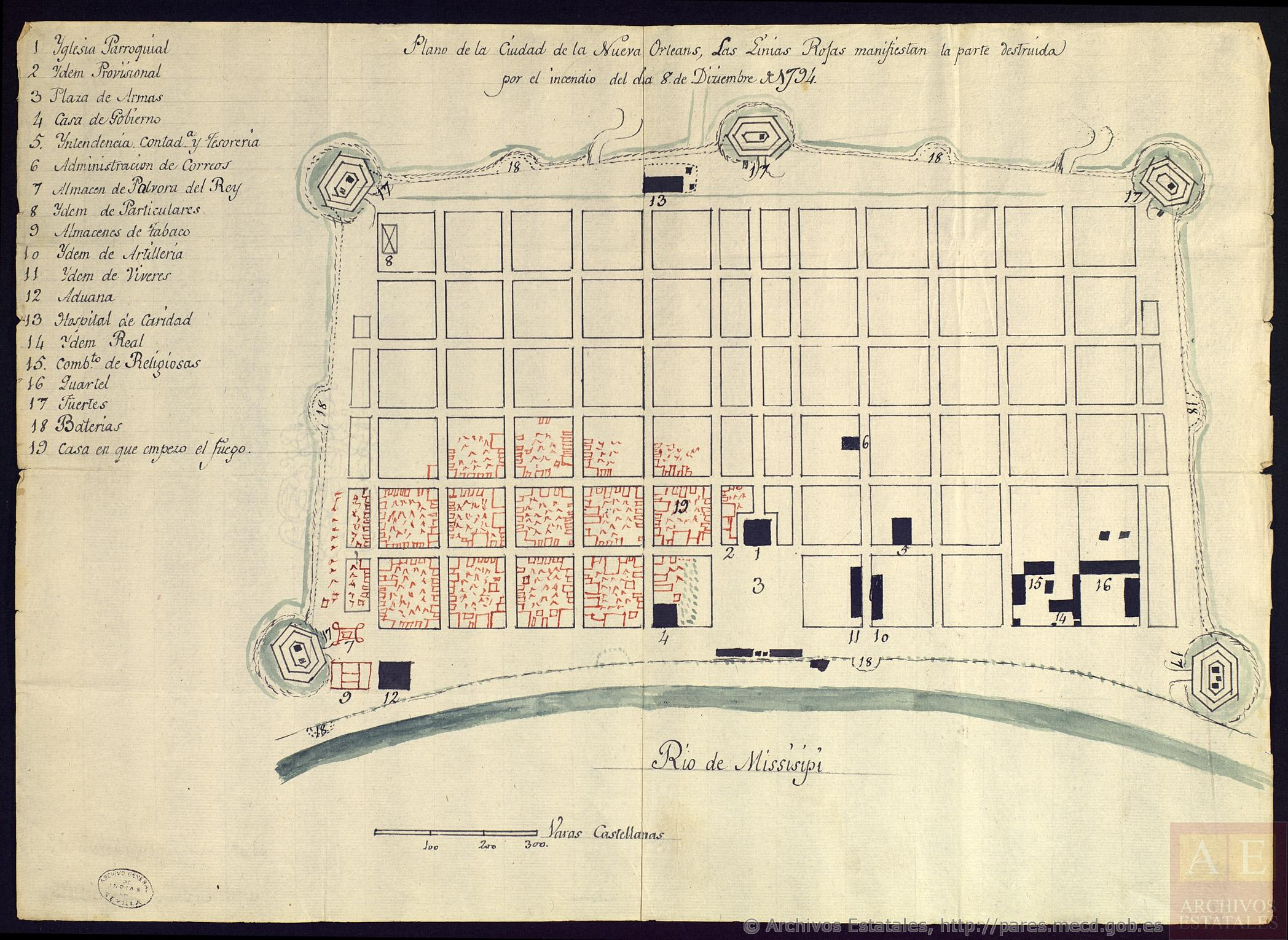
Mapa dibujado tres días después del incendio que muestra la extensión de los daños, del Archivo General de Indias.

El Gran Incendio de Nueva Orleans (1794) fue un incendio sucedido el 8 de diciembre de 1794 en Nueva Orleans, Luisiana española (actualmente estado de Luisiana), España. 
Destruyó 212 estructuras en Nueva Orleans, en el área ahora conocida como el Barrio Francés desde la calle Borgoña hasta Chartres Street, adyacente al río Mississippi. Fue el segundo gran incendio en la ciudad, sucedido seis años después del Primer Gran Incendio de Nueva Orleans de 1788.

## Historia
El incendio tuvo lugar el 8 de diciembre de 1794, se inició en una casa cercana a la iglesia parroquial y afectó a 212 edificios. La reconstrucción fue llevada a cabo en estilo español, desapareciendo una gran parte de la arquitectura de origen francés en el Barrio Francés. Las construcciones en madera fueron sustituidas por edificios con patios, gruesos muros de ladrillo, arcadas y balcones de hierro forjado. Entre los edificios incendiados se encontraba el Almacén de Pólvora, Cárcel Real La goleta Nuestra Señora del Carmen, propiedad de Próspero Ferrayolo, se empleó como cárcel hasta enero de 1795.
Entre los nuevos edificios construidos se encuentran los edificios históricos de Nueva Orleans de la Catedral de St. Louis (1794), el Cabildo financiado por Andrés Almonaster y Rojas (1799) y el Presbítero (1797), todos diseñados por Gilberto Guillemard.
Entre los edificios que se salvaron del incendio se encuentran la Aduana, los Almacenes de Tabaco, el edificio del Gobernador, el Hospital Real y el Convento de las Ursulinas. Afectó parcialmente a la Catedral de St. Louis, que no fue destruida y se inauguró solo dos semanas después, el 23 de diciembre de 1794.